# Alberto Gerchunoff
 (octobre 2019).
Si vous disposez d'ouvrages ou d'articles de référence ou si vous connaissez des sites web de qualité traitant du thème abordé ici, merci de compléter l'article en donnant les références utiles à sa vérifiabilité et en les liant à la section « Notes et références ».
Alberto Gerchunoff, né à Proskourov (Empire russe), le 1er janvier 1883 et mort à Buenos Aires (Argentine), le 2 mars 1950, est un écrivain, essayiste et journaliste argentin. Il a écrit de nombreux ouvrages, dont Les Gauchos juifs (Los gauchos judíos), porté à l'écran par la suite,,.

## Vie de famille
Le père d’Alberto Gerchunoff, Rab Gershon Ben Abraham Gerchunoff, a été assassiné par un gaucho bien qu’on n’en connaisse pas la date exacte. Sur la tombe du cimetière de Moisés Ville, on lit le 12 février 1891.
Cependant, Gerchunoff lui-même dans son autobiographie qui figure dans le livre Entre Ríos, Mi País (ed Plus Ultra, 1973, page 23) date la mort de son père d’avant la Pessa'h (Pâque juive). De même qu’on ne sait pas à quelle date ni sur quel navire il est arrivé, il n’existe pas non plus de date certaine de la mort de Gershon Ben Abraham Guerchunoff.

## Enfance et sa jeunesse
Alberto Gerchunoff naquit le 1er janvier 1883 à Proskourov, dans l’Empire russe ; aujourd’hui la ville s’appelle Khmelnytskyï et est située en Ukraine. Sa famille émigra en 1889 et s’installa dans la colonie juive de Moisés Ville, située dans la province de Santa Fe, en Argentine, où son père, Gershon Gerchunoff, fut assassiné par un gaucho jaloux, puis dans une colonie de même genre, appelée Colonia Rajil, dans la province de Entre Ríos (cette ville se trouve à proximité de Villaguay, fondée par le Baron Moritz Hirsch, un philanthrope, comme refuge pour les Juifs qui fuyaient les pogroms européens). C’est entre ces deux localités que Gerchunoff passa son enfance travaillant dans l’agriculture et l’élevage.
En 1895, il s’installe à Buenos Aires. Prénommé à l’origine Abraham, il se fit appeler Alberto lorsqu’il devint citoyen argentin. Très jeune, il commença son activité de journaliste qu’il devait exercer jusqu’à sa mort, notamment dans le journal La Nación de Buenos Aires.
Il fut professeur d’université et rédacteur en chef de nombreux journaux et magazines. À son sujet Jorge Luis Borges a déclaré :

« C’était un écrivain indiscutable, mais le style de sa renommée transcende celle d’un homme de lettres. Sans le vouloir, et peut-être sans le savoir, il incarnait un type plus ancien : celui des enseignants qui voyaient dans la parole écrite un simple substitut de la parole, et non un objet sacré. »

Parmi les nombreux romans et essais qu’il a écrits sur la vie des Juifs en Amérique latine on remarquera Los gauchos judíos (1910), composé en hommage au centenaire de la révolution de Mai, où il recueille des images et des récits sur l’immigration juive en Argentine inspirés par les souvenirs de son enfance et de son adolescence.

## Œuvres
- La jofaina maravillosa
- Los gauchos judíos (Les Gauchos juifs). La Plata, 1910. [traducción inglesa: The Jewish Gauchos of the Pampas, Nueva York, 1955]
- Nuestro Señor Don Quijote. Buenos Aires, 1913.
- El nuevo régimen. Buenos Aires, 1918.
- Cuentos de ayer. Buenos Aires, 1919.
- El cristianismo precristiano. Buenos Aires, 19[20?].
- La jofaina maravillosa; agenda cervantina. Buenos Aires, 1922.
- La asamblea de la boardilla. Buenos Aires, 1925.
- Historias y proezas de amor. Buenos Aires, 1926.
- El hombre que habló en la Sorbona. Buenos Aires, 1926.
- Pequeñas prosas. Buenos Aires, 1926.
- Enrique Heine, el poeta de nuestra intimidad. Buenos Aires, Madrid, 1927
- Las imágenes del país. Azul, 1931.
- Los amores de Baruj Spinoza. Buenos Aires, 1932
- El hombre importante, novela. Buenos Aires, Montevideo, 1934.
- La clínica del doctor Mefistófeles; moderna milagrería en diez jornadas. Santiago de Chile, 1937.
- El problema judío. Buenos Aires, 1945.
- Entre Ríos, mi país. Buenos Aires, 1950.
- Retorno a Don Quijote. Buenos Aires, 1951.
- Argentina, país de advenimiento. Buenos Aires, 1952.
- El Pino y La Palmera. Buenos Aires, 1952
- La Lechuza